# Die Frauen von Algier
Die Frauen von Algier (auch: Die Frauen von Algier in ihrem Gemach, französisch Femmes d’Alger dans leur appartement) ist ein Gemälde des französischen Malers Eugène Delacroix (1798–1863). Das 180 × 229 cm große Bild entstand 1834 und wurde erstmals auf dem Salon präsentiert, wo es einhellig bewundert wurde. König Louis-Philippe I. kaufte es und schenkte es dem Musée du Luxembourg, damals Museum für zeitgenössische Kunst. Nach dem Tod des Künstlers wurde es 1874 in den Louvre überführt.
Das Bild regt die Fantasie mit sexuellen Anspielungen an; es zeigt algerische Konkubinen in einem Harem. Im 19. Jahrhundert war es deswegen und für seinen Orientalismus sehr bekannt. Das Gemälde war eine Quelle der Inspiration für die späteren Impressionisten und regte Pablo Picasso im Jahr 1954 zu einer Serie von 15 Gemälden und zahlreichen Zeichnungen an, Les femmes d’Alger. Das bekannteste Gemälde aus der Serie ist Version "O".

## Geschichte
1830 hatte Frankreich begonnen, Algerien zu erobern; Ende 1831 wurde der junge Diplomat Charles de Mornay mit einer Reise zum Sultan von Marokko beauftragt. Damals war es üblich, Künstler mitzunehmen, um eine solche Reise auch bildlich festzuhalten. Mornay war mit einer Schauspielerin befreundet, die ihm für diese Aufgabe ihren Bekannten Delacroix vorschlug. Die Invasion und Besetzung von Algier hatte ganz profane Gründe; die französische Regierung schuldete einem algerischen Kaufmann eine größere Summe und der türkische Statthalter bestand auf Zahlung. Anlässlich einer Audienz ließ er sich dazu hinreißen, den französischen Botschafter mit einer Fliegenklatsche zu schlagen, was die französische Regierung als Vorwand für die Besetzung des Landes nahm. Die Grenze nach Marokko war allerdings schwierig zu kontrollieren, so dass man auf diplomatischem Wege eine Zusammenarbeit mit dem Sultan von Marokko anstrebte. Zwar wurde die Mission ein Erfolg, der Sultan nahm den Vertrag aber nicht recht ernst. Schließlich griff Frankreich auch Marokko an, um seine Interessen durchzusetzen.
Im Gegensatz zum Chef der Mission, der das Pariser Leben vermisste und diese Gegend und ihre Menschen einfach barbarisch fand, genoss der Maler die Atmosphäre, die Farben, die Gegenstände, die Menschen, die Architektur in dieser ihm fremden Welt sehr. Immerhin hielt Delacroix in seinem Tagebuch fest, dass er in Nordafrika zwar von Schönheit umgeben sei, hinsichtlich der Menschenrechte und der Gleichbehandlung vor dem Gesetz läge aber vieles im Argen. Da der Islam alle Bilder verbietet und die Frauen in der Öffentlichkeit verschleiert waren, war es für Delacroix schwierig, an Bilder von Frauen zu kommen; in seinen Skizzenbüchern überwiegen die Männer. Als er versuchte, aus der Ferne einige Frauen beim Wäscheaufhängen auf der Dachterrasse zu skizzieren, alarmierten diese sofort ihre Ehemänner. Nur in einen jüdischen Haushalt wurde er eingelassen; daher konnte er später die Jüdische Hochzeit und Die Judenbraut malen.
So hatte er in Marokko kein Glück. Seine Skizzen für dieses Gemälde fertigte er im letzten Moment in Algier, damals fest in französischer Hand, wo er auf der Rückreise für ein paar Tage verweilte. Ein ehemaliger Christ, der zum Islam übergetreten war und mit den Franzosen kollaborierte, soll ihm Zugang zu seinem Harem gewährt haben.

„Nachdem man einen düsteren Gang hinter sich gebracht hat, betritt man den Teil des Hauses, der den Frauen vorbehalten ist. Das Auge wird förmlich geblendet durch das helle Licht, die frischen Gesichter der Frauen und Kinder inmitten einer Menge von Seide und Gold. Für einen Maler ist dies der Moment der Faszination und eines fremdartigen Glücksgefühls.“

## Der Harem

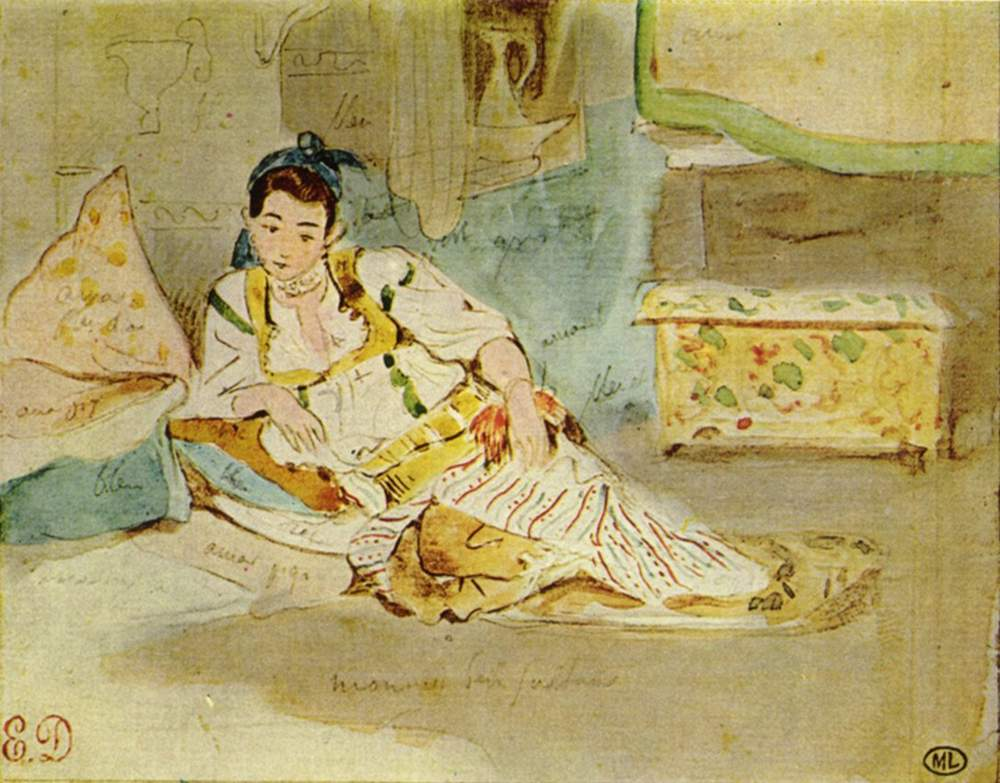
Frauen von Algier (Studie). 1832, 10×13 cm, Louvre (Mounay ben Sultan, linke Frau)

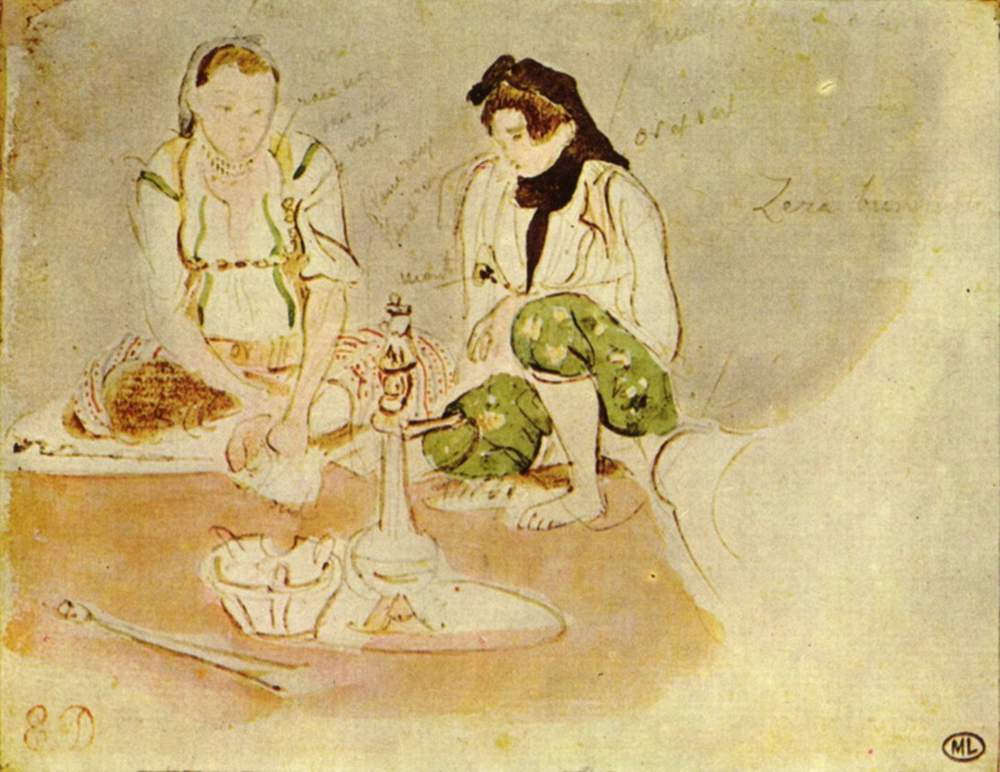
Frauen von Algier (Studie). 1832, 10×13 cm, Louvre (Gruppe rechts)

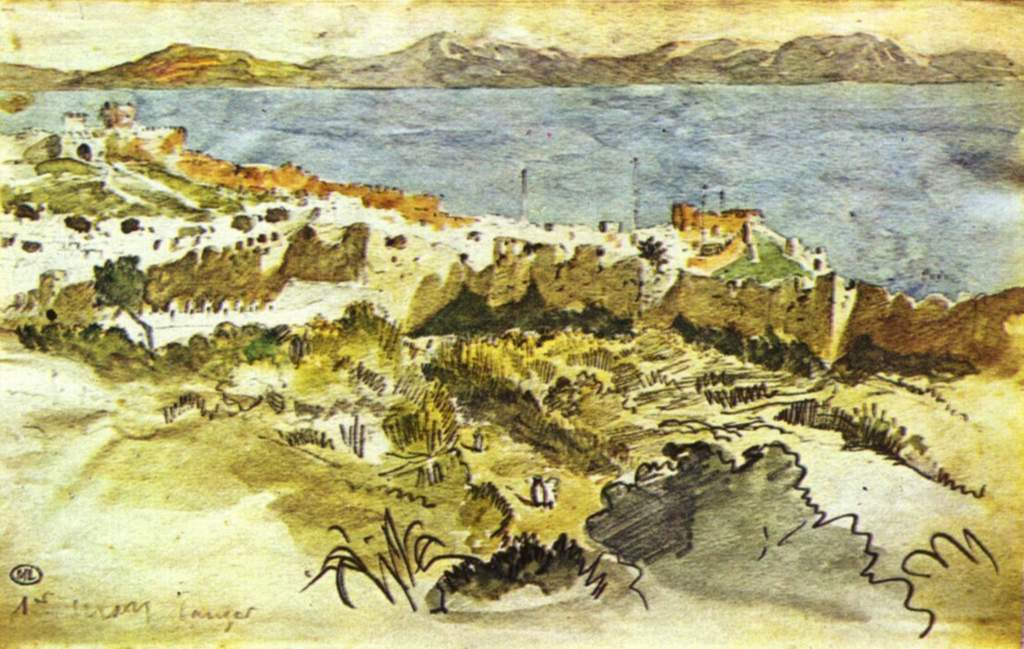
Bucht von Tanger in Marokko, Aquarell, 1832, 13×18 cm

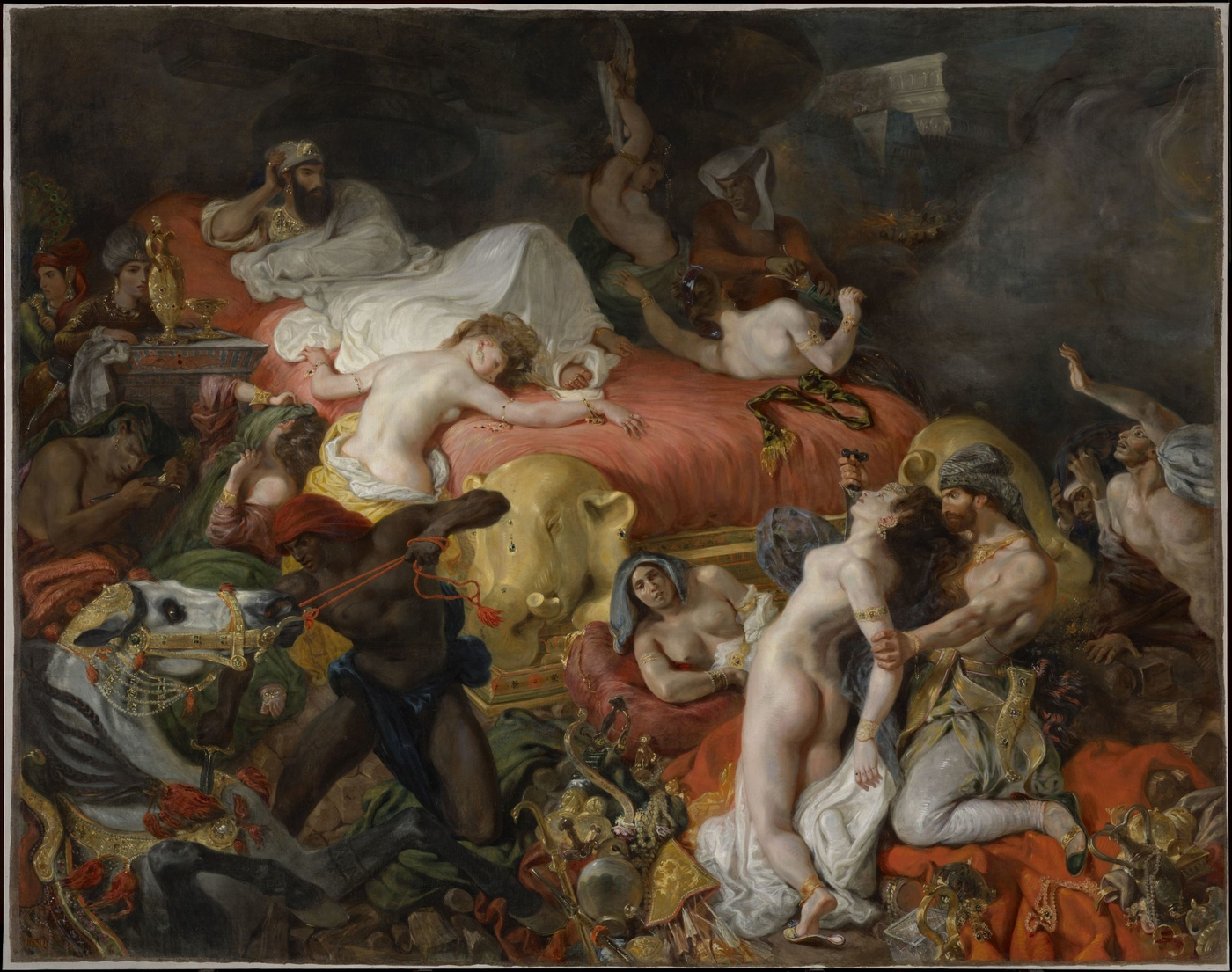
Der Tod des Sardanapal. 1827 (395 × 495 cm), Louvre

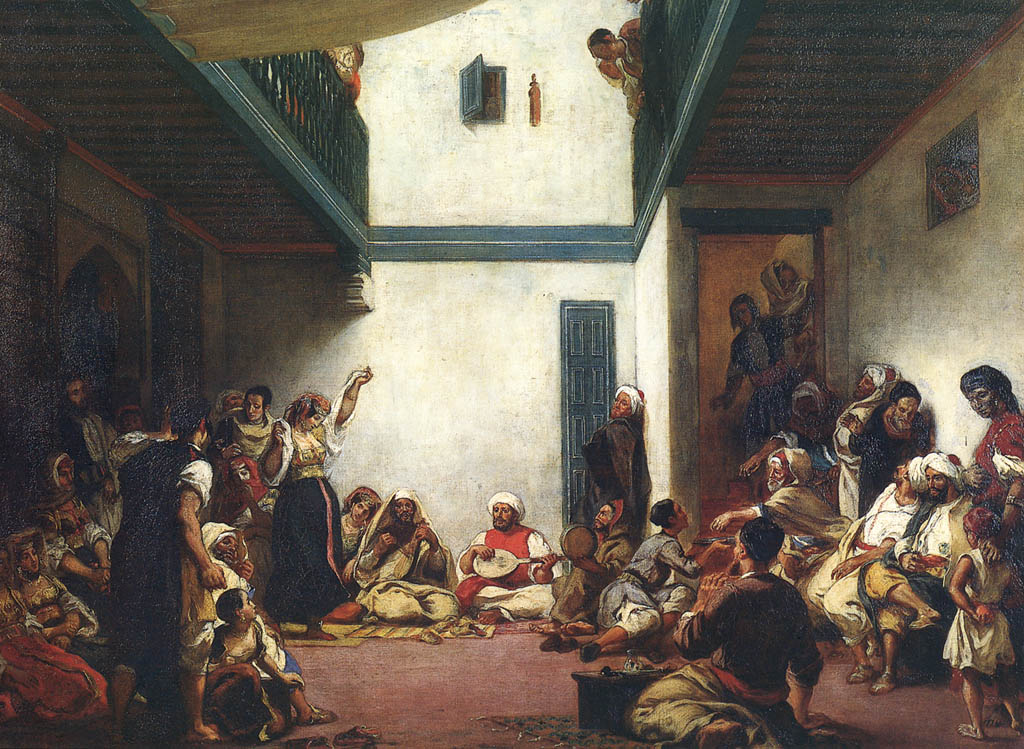
Jüdische Hochzeit in Marokko. 1837–41, 105×140 cm, Louvre

Haremsszenen in Gemälden und Büchern waren zu seiner Zeit durchaus populär. Der Orientalismus erreichte seinen ersten Höhepunkt während der Belagerung Ägyptens durch Napoleon 1798, im Geburtsjahr von Delacroix. Einen weiteren Höhepunkt stellte die Begeisterung Frankreichs für die Sache der Griechen im Griechisch-Türkischen Krieg 1821/30, über den Victor Hugo den Gedichtband Les Orientales verfasste; Delacroix steuerte zwei Gemälde bei: Massaker von Chios (1824) und La Grèce sur les ruines de Missolonghi (Griechenland auf den Ruinen von Missolonghi sterbend) (1826), ein Vorläufer seines berühmtesten Gemäldes Die Freiheit führt das Volk, 1830.
Für die europäische Männerwelt stellte sich der Harem als eine Art vornehmes Privatbordell dar; an dieser Vorstellung hat dieses Gemälde einen nicht unerheblichen Anteil, obwohl es sie nicht erfunden hat. Das Problem der europäischen Künstler lag darin, dass niemand Zugang zu einem Harem bekommen konnte. Die Fantasien waren also ganz offensichtlich reine Erfindungen und deshalb wenig glaubwürdig (siehe zum Beispiel Jean-Léon Gérôme: Une piscine dans le harem. Ein Haremsbad, 1876). Demgegenüber konnte Delacroix sich auf den Augenschein berufen; das war verlieh seinem Werk ein besonderes Gewicht, Glaubwürdigkeit und Autorität.
Dennoch spiegelt dieses Gemälde keineswegs die Realität, sondern präsentiert eine Mischung aus dieser und landläufigen europäischen Konventionen. Ganz augenfällig liegen oder sitzen die Frauen – bis auf die schwarze Sklavin, die den Raum zu verlassen scheint – alle untätig herum. In Wirklichkeit jedoch wimmelte der Harem von Kindern und Aktivitäten aller Art – die Frauen waren keineswegs allein und untätig, geduldig der Annäherung und Inanspruchnahme durch ihren Herrn harrend. Dies muss umso mehr verwundern, als Delacroix in seinem Tagebuch der selbst vermerkt hatte, dass Kinder nicht zu übersehen waren. Aus der natürlichen familiären Situation wird also der Kontaktraum eines Bordells, wie er in Paris vermutlich vielfach zu finden war.

## Reichtum, Macht, Sex
Delacroix hat hier also nicht die Wirklichkeit wiedergegeben, wie er sie nachweislich besichtigen konnte, sondern ebenfalls seine eigene Fantasie, gestützt durch Beobachtungen. So hat er auf Skizzen zurückgegriffen, die er vor Ort machen konnte, diese jedoch nach Belieben ausgeschmückt. Es handelt sich bei den Frauen zudem offensichtlich um weiße Frauen; von der rechten, die eine gewisse Ähnlichkeit mit der vor Ort skizzierten Person hat, ist bekannt, dass sie ein Pariser Modell und eine langjährige Bekannte von Delacroix war. Weiße Frauen als Sklavinnen islamischer Harems haben ebenfalls lange die europäische Fantasie beflügelt, bis hin zur gegen Mitte des 20. Jahrhunderts äußerst erfolgreichen Romanreihe Angélique, 1968 verfilmt als Angélique und der Sultan, wobei der arabische Herrscher in der Regel sehr dunkel und finster dargestellt wurde.
Die Frauen werden also als Objekte der Lust präsentiert, mehr oder weniger willig, den Launen des allmächtigen Besitzers ausgeliefert und darauf wartend, ihm zu Diensten sein zu dürfen oder zu müssen. Angesichts der repressiven Sexualmoral des 19. und 20. Jahrhunderts mutet diese Fantasie, die der Islam zu legalisieren scheint, durchaus verständlich und nachvollziehbar an; sie wird bis zum heutigen Tage gerne auf orientalische Verhältnisse projiziert und beispielsweise in historischen Filmen mit oder ohne Dokumentarcharakter ausgestaltet.
Selbstverständlich ist ein Harem auch mit Reichtum verbunden; ein Frauenüberschuss auf der einen Seite muss mit einem Frauenmangel auf der anderen Seite erkauft werden. Reichtum hängt mit Macht zusammen, und den Reichen und Mächtigen wird seit jeher zugestanden, beliebig viele Partnerinnen zu unterhalten und mit diesen beliebig viele Nachkommen zu zeugen, auch im Westen; siehe für unseren Kulturkreis Karl der Große: Ehen und Nachkommen und Kebsehe. Durch diesen Sachverhalt bietet sich das Bild des Harems auch zu einer Projektionsfläche für Macht und Reichtum und damit für die drei größten Antriebskräfte zumindest den männlichen Menschheit an.
Delacroix hatte bereits 1827 vor seiner Reise nach Nordafrika seine Fantasie von Reichtum, Macht und Luxus inklusive sexuellen Genusses im überdimensionalen Gemälde Der Tod des Sardanapal ausformuliert; der Herrscher delektiert sich kurz vor seinem Ende, das er selbst mit Gift herbeiführen will, an der systematischen Abschlachtung der ihm liebsten Lebewesen, wozu Pferde und vor allem schöne Frauen gehören. Diese Fantasie fand allerdings bis heute keinen größeren Widerhall beim Publikum; dazu fehlt diesem Bild wohl das Versprechen des Genusses.

## Die Exotik
Mit der Darstellung des Harems wird auch die Sehnsucht nach dem Exotischen bedient, die im 19. Jahrhundert grassierte und beispielsweise Paul Gauguin nach Tahiti trieb. Die deutschen Maler der Romantik orientierten sich stattdessen in der Vergangenheit (Karl Friedrich Schinkel, Caspar David Friedrich), wanderten nach Rom aus und wollten sich gar wie die englischen Präraffaeliten ins Mittelalter zurückschrauben (Nazarener), während die französische Malerei sich durch die kolonialistischen Eroberungen Frankreichs zum Lobpreis des Vaterlands anregen ließ. Selbst die klassizistischen Maler Frankreichs und gerade diese produzierten Odalisken, die bis heute ihre Wirksamkeit und Faszination nicht verloren haben, insbesondere Jean-Auguste-Dominique Ingres.
Dieses Thema wurde unmittelbar von den Impressionisten aufgegriffen, obwohl es sich hierbei gerade nicht um Freiluftmalerei handelte. Von da aus hat es sich in die moderne Kunst und ins 20. Jahrhundert hinübergerettet: Die Odalisken von Matisse oder Picasso sind vor und nach dem Zweiten Weltkrieg gemalt worden und haben sogar ihre Spuren in der Pop-Art hinterlassen. Eines der Hauptwerke Matisses, Luxe, Calme et Volupté, transferiert das Thema gewissermaßen ins Freie und verquickt es mit der Sehnsucht nach dem Schlaraffenland.

## Einfluss auf Cézanne
Für Paul Cézanne, der bekanntlich für den Kubismus und damit für die gesamte moderne Malerei überragende Bedeutung hat, war dieses Bild eine Offenbarung, die ihn zu Jubelstürmen hinriss:

„Für die Impressionisten war Delacroix sowohl Inspiration als auch Vorläufer. Für Cézanne, der Die Frauen von Algier in ihrem Gemach und Die Dantebarke kopierte, war Delacroix ein Idol; die düstere Analogie von Die Barke hinterließen ihre Spuren im gesamten Werk Cézannes. […] Sein Lobpreis von Frauen von Algier in ihrem Gemach klingt wie Poesie: "Wir alle haben teil an diesem Delacroix. Wenn ich über die Freude an der Farbe um der Farbe willen spreche, das ist es, was ich meine… Diese blassen Rosen, diese zottigen Rösser, diese türkischen Pantoffeln, all diese Durchsichtigkeit, ich weiß nicht, sie dringen in die Augen als wenn ein Glas Wein die Kehle herunterrinnen würde, und sofort ist man beschwipst. Man weiß nicht wie, aber man fühlt sich leichter… Die Dinge fangen an, sich um einen herumzudrehen. Es ist das erste Mal seit den Zeiten der großen Meister, dass Körper so gemalt worden sind. Und bei Delacroix ist es noch etwas anderes, ein Fieber, das es bei den Meistern nicht gibt. … Was immer die Leute sagen oder tun, er ist ein Teil der großen Entwicklung. Man kann über sie sprechen, ohne rot zu werden, auch nach Tintoretto und Rubens. … Delacroix ist Romantik, vielleicht. Er fraß sich voll mit Shakespeare und Dante, es war Maßlosigkeit, er blätterte zu oft im Faust. Aber er hat doch immer noch die schönste Palette in ganz Frankreich, niemand sonst in diesem Land beherrscht die Ruhe und die Bewegung zur gleichen Zeit, die Schwingungen der Farbe. Wir alle malen in seinem Schatten."“

Typischerweise sieht Cézanne völlig von den Inhalten des Gemäldes ab, die jedoch nicht von den Formalitäten getrennt werden können und sogar den wesentlichen Aspekt des Gemäldes ausmachen. Die Farben und Formen, die Cézanne trunken machten, lösen ja ganz bestimmte Gefühle aus, die mit den Bildgegenständen untrennbar verbunden sind.

## Einfluss auf die Malerei des 19. Jahrhunderts
In der Nachfolge Delacroix’ reisten auch Auguste Renoir und Henri Matisse ebenso wie August Macke und Paul Klee nach Nordafrika, um das dortige Licht zu erleben. Für die deutschen Maler des 19. Jahrhunderts hat Delacroix auch in Bezug auf das Licht jedoch nicht dieselbe Bedeutung wie in Frankreich gehabt.

„Wenn es innerhalb der Orientmalerei des 19. Jahrhunderts eine Konstante gibt, dann ist es die Auffassung darüber, dass Orient und Licht untrennbar miteinander verbunden seien. Seit Delacroix lockte der Orient die Maler wegen der Besonderheiten der dort herrschenden Lichtverhältnisse und deren Auswirkung auf die Farben. Noch vor dem Durchbruch des Impressionismus waren es die französischen Orientalisten, die blendende Helle in die Helldunkelmalerei des Salons brachten. Während seiner Marokko-Reise beobachtete Delacroix Lichteffekte, Reflexe und Schatten sehr genau und entwickelte in dieser Zeit in Nordafrika seine Farbtheorie.“

Der deutsche Impressionismus (zum Beispiel Max Liebermann, Max Slevogt) lässt gerade die Überwältigung durch das Licht vermissen, die freilich in Deutschland auch kaum möglich ist, so dass August Macke und Paul Klee sie erst in Nordafrika erleben konnten. Macke und Klee haben mit der Freilichtmalerei des Impressionismus schon nichts mehr zu tun; Exotik und schwüle Erotik sind ihnen ebenfalls fremd.
Die besondere Faszination dieses Gemäldes liegt jedoch nicht in den Lichtverhältnissen, da es sich um einen Innenraum handelt, oder den Farben, so schön sie sind, sondern im Thema. Die Frauen von Algier, die erotische Faszination des Harems, die exotische Überhöhung des Themas der willfährigen, abhängigen Frau haben ihre Wirkungen in der französischen Malerei entfaltet, in der deutschen jedoch keine Resonanz gefunden. So wie die deutschen Maler des 19. Jahrhunderts, die ursprünglich aus der Schlachtenmalerei kamen (Otto von Faber du Faur, Adolf Schreyer), die orientalische Schlachtenmalerei der Franzosen nicht nachvollzogen, weil Deutschland keine Kolonien besaß und gegen Mitte des Jahrhunderts keine kolonialen Absichten hegte, so fand auch die in Frankreich schon lange bestehende Tradition der Odalisken-Malerei, die bei Matisse und Picasso noch wahre Triumphe feierte, in Deutschland (und dem Rest der Welt) keine Nachahmer. Das Thema ist ein französisches Thema geblieben.

## Kritik
Auch in der Ausschmückung des Raumes hat sich Delacroix viele Freiheiten erlaubt. So wäre es undenkbar, arabische Schriftzeichen als Dekoration an der Wand hängen zu haben; die überwiegend erfundenen Zeichen waren für Delacroix jedoch ein billiges Mittel, Exotik an sein Pariser Publikum zu verkaufen. Der Erfolg des Gemäldes beruht also durchaus auf einer Täuschung: Es behauptet eine Authentizität, die es gar nicht einlösen kann.
Die Wasserpfeife entspricht allerdings wohl tatsächlich den Gepflogenheiten und ist eine nähere Untersuchung wert. Durch die Verbindung mit Opium und Prostitution gewinnt dieses Detail eine Bedeutsamkeit, die von Delacroix vermutlich nicht beabsichtigt war. Gegen Ende des 19. Jahrhunderts wandte man sich von der beschönigenden Romantisierung der Prostitution ab und betrachtete die Realität, die sich als äußerst unschön präsentierte. Aber auch in den Haremsgemälden und Odaliskenbildern lassen sich kritische Elemente erkennen.
Die Frauen werden nämlich nicht nur als Objekte lüsterner Männer dargestellt, sondern ebenso als Wesen eigenen Rechts und eigener Würde. Dabei werden sie nicht nur passiv, sondern sogar teilnahmslos dargestellt, sie fügen sich still in ihr Schicksal, und zwar durchgängig bei Delacroix, seinen Vorgängern und Nachfolgern, denn das gehört zum Wesen des Bildthemas Harem oder Odaliske in der europäischen Malerei; diese Passivität und stille Resignation lässt sich zurückverfolgen bis in die Renaissance, wo sie bei Tizian und Giorgione im Thema der Venus oder Nymphe oder Geliebter eines Gottes aufscheint, die ebenfalls eine Art Odaliske zu sein hat, indem sie nämlich sich den Wünschen des Gottes willfährig ergeben muss: sie hat keine Wahl.
So schön diese Frauen sind, so ruhig und anheimelnd die Atmosphäre sich darstellt, fällt doch auf, dass die Wasserpfeife eine ganz zentrale Rolle spielt. Nicht nur ihr Standpunkt direkt vor der Gruppe der beiden Frauen rechts, die auffällige Drapierung der Pantoffeln und des Körbchens, die Verlängerung der Wasserpfeife im weißen Arm der mittleren Frau, der zurückgelegte Weg der Dienerin, der direkt von der Wasserpfeife herzurühren scheint, hebt sie hervor, die rechte Frau hält sogar das Mundstück in der Hand – die Pfeife wird also benutzt.
Die linke Frau nimmt natürlich schon aufgrund ihrer Isolation und der Platzierung am linken Bildrand eine besondere Rolle ein; sie scheint im Gegensatz zu den beiden anderen Damen, die einen viel muntereren Eindruck machen, ausgesprochen schläfrig zu sein, möglicherweise aufgrund des vorherigen Genusses der Pfeife. Wo nämlich jemand seinem Schicksal nicht entkommen kann, entflieht er der Realität womöglich mit Hilfe von Drogen, vielleicht Opium. Opium war leicht zu beschaffen; das britische Königreich hatte Mitte des 19. Jahrhunderts zwei Opiumkriege gegen China geführt, um dort ungehindert Geschäfte damit machen zu können.
Schaut man intensiver hin, enthalten diese Bilder also auch eine ganz zarte Anklage. Durch die „Haltung“ der Frauen in einem Harem werden diese genau genommen ihrer Rechte als Menschen beraubt, was ihre Passivität und Resignation glaubwürdig erscheinen lässt; insofern ist ihre Stellung einerseits komfortabler und ehrenwerter als die einer Prostituierten, andererseits aber hoffnungsloser, da diese zumindest einen Teil ihrer Würde und Rechte bewahren kann. Prostituierte werden insbesondere von den französischen Impressionisten gerne dargestellt (Henri de Toulouse-Lautrec, Edgar Degas), und zwar als durchaus resolute Persönlichkeiten, die sich ihrer Freier notfalls erwehren können und sich diese Freiheit unter Umständen auch herausnehmen.
Der Objektcharakter der Frau, der im 19. Jahrhundert von europäischen Männern mehr oder weniger für natürlich gehalten wurde, wurde erst gegen Ende des 19. Jahrhunderts durch die aufkommende Frauenbewegung thematisiert und 100 Jahre später dann durch den Feminismus gesellschaftlich wirksam. Die Künstler hatten an dieser Umwälzung keinen Anteil. Delacroix selbst war offenbar den Reizen der Frauen zugänglich, blieb aber trotzdem sein Leben lang Junggeselle. Erst im Jahr der Entstehung dieses Bildes legte er sich eine Haushälterin zu, die seinen Vorstellungen von Verfügbarkeit und Nichteinmischung in sein persönliches Leben entsprach; diese sah er offenbar in seinem Bild der Frauen von Algier verwirklicht, denn er soll dazu gesagt haben: „Dies ist meine Vorstellung einer Frau!“.